# Hovmarskalk
Hovmarskalk är vid europeiska hov titeln på en högre ämbetsman, ofta med ansvar för ekonomi. Vid det norska hovet ansvarar hoffmarkskalken för ekonomi och administration. Hovmarskalkar finns även vid det luxemburgska hovet.

## Danmark
I Danmark är hovmarskalken (danska: hofmarskallen) chef för drottningens hovstat och är därmed det danska hovets högste chef.

### Danska hovmarskalkar
- 1906-1908 - Joachim Moltke
- 1939-1947 - Christopher Trampe
- 1947-1964 - Johan Vest
- 1968-1972 - Karl Christian Trampe
- 1972-1976 - Kjeld Gustav Knuth-Winterfeldt
- 1976-1989 - Hans Sølvhøj
- 1989-2003 - Søren Haslund-Christensen
- 2003-2014 - Ove Ullerup[3]
- 2015-2021 - Michael Ehrenreich[4]
- 2021-         - Kim Kristensen

## Sverige

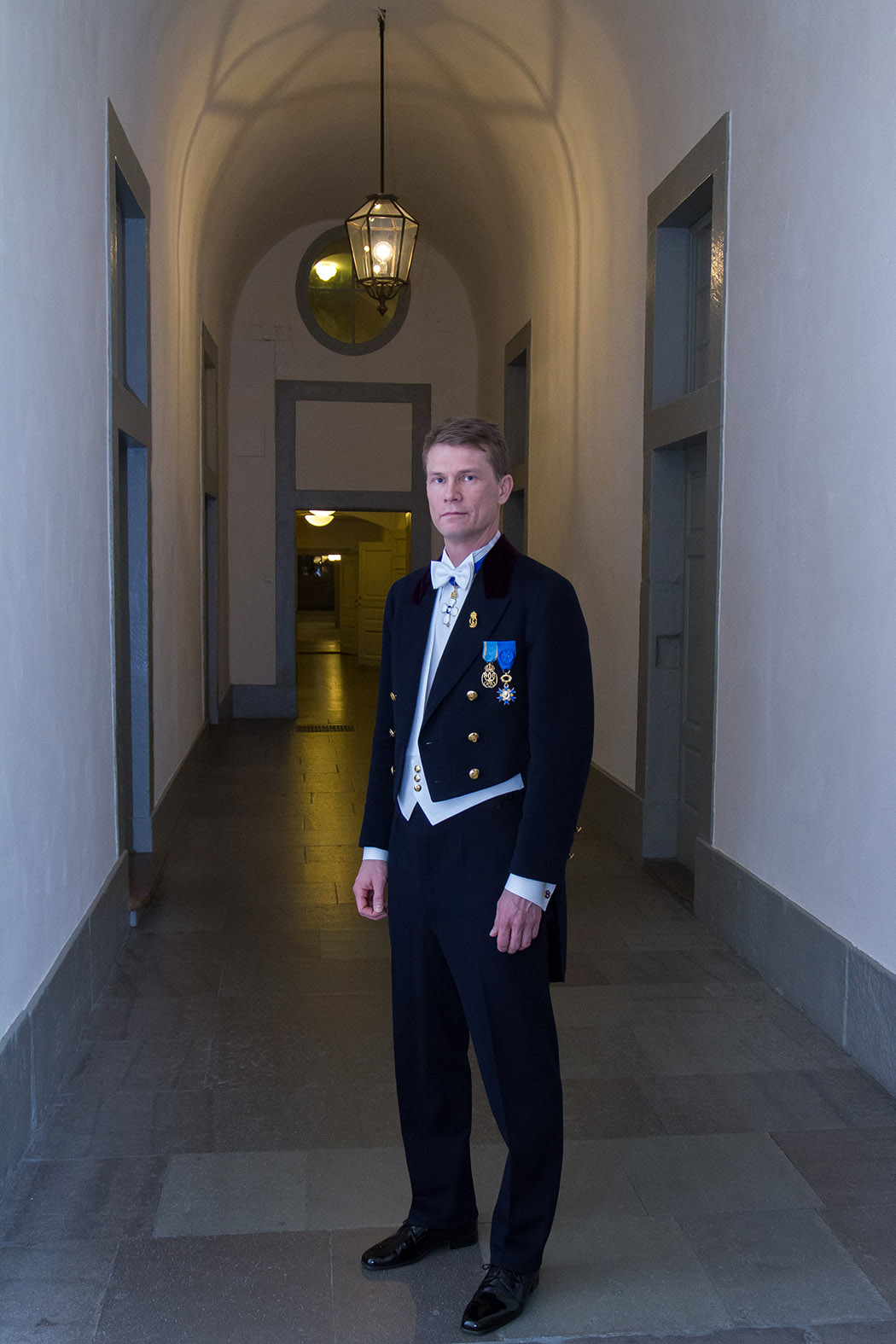
Kung Carl XVI Gustafs före detta hovmarskalk, Lars-Erik Tindre.

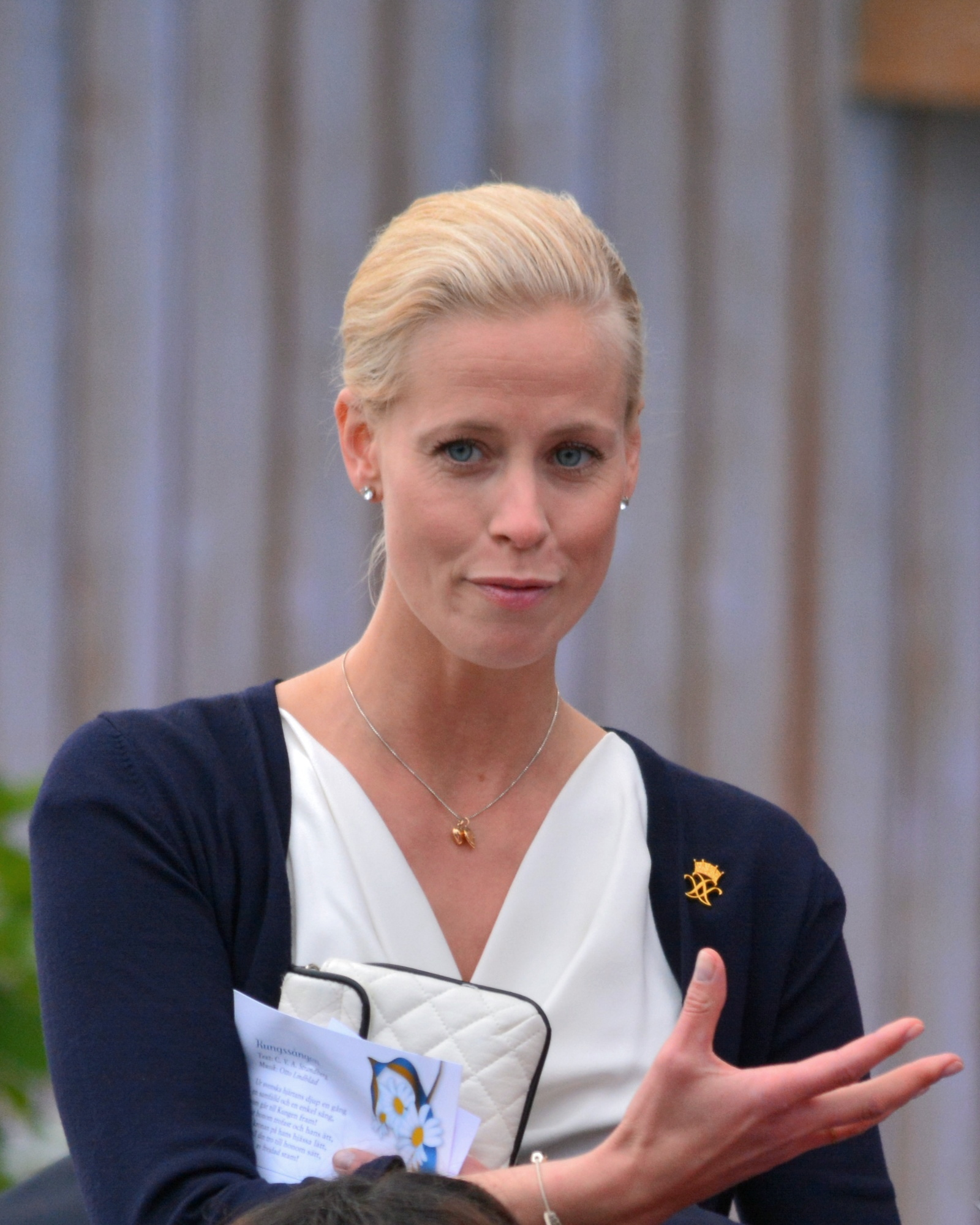
Kronprinsessan Victorias före detta hovmarskalk Karolin A. Johansson.

I Sverige var hovmarskalken ursprungligen den funktionär vid Kungliga hovstaterna vars uppgift var att biträda kungen i hovförvaltningen. Numera ansvarar förste hovmarskalken för hovets inre administration och hushåll och är chef för Hovmarskalksämbetet. Sedan den 1 januari 2012 innehar Mats Nilsson tjänsten; han var tidigare chef för den militära enheten på Försvarsdepartementet och har varit chef för Försvarsmaktens högkvarter HKV. Ämbetet ansvarar för planeringen och genomförandet av kungahusets offentliga framträdanden och officiella representation. Inom Hovmarskalksämbetet ingår även det Kungliga hushållet vid Stockholms slott.
Även cheferna för kungliga personers hovstater, som till exempel Kronprinsessans hovstat, bär titeln hovmarskalk.
Hovmarskalk hade i den rangordning som existerade fram till 1909 generalmajors rang, medan förste hovmarskalk hade generallöjtnants rang.

### Svenska förste hovmarskalkar (urval)
- ????–???? – Gustav Axelsson Banér
- ????–???? – Jan Kuylenstierna
- ????–???? – Aron Gustaf Silfversparre
- ????–???? – Berndt Didrik Mörner
- ????–???? – Wollmar Yxkull
- 1779–1781 – Henrik Jakob von Düben[6]
- 1832–1834 – Bernhard von Beskow
- 1834–1844 – Johan Claes Fleming af Liebelitz
- 1844–1849 – Gustaf Fredrik Liljencrantz
- 1872–1880 – Markus Høyer Holtermann (Förste hovmarskalk vid norska hovstaten)
- 1869–1872 – Erik af Edholm
- 1907–1928 – Carl Malcolm Lilliehöök (blev vaktfri 1911)[7]
- 1912–1915 – Fredrik Peyron[7]
- 1915–1930 – Claes Erik Rålamb[7]
- 1930–1947 – Reinhold Rudbeck[7]
- 1947–1950 – Carl-Reinhold von Essen
- 1952–1961 – Erik Wetter
- 1962–1969 – Stig H:son Ericson[8]
- 1966–1968 – Gösta Lewenhaupt
- 1968–1973 – Malcolm Murray
- 1973–1975 – Tom Wachtmeister
- 1975–1980 – Björn von der Esch
- 1980–1986 – Lennart Ahrén
- 1987–1993 – Jan Kuylenstierna
- 1993–1998 – Hans Ewerlöf
- 1998–2007 – Johan Fischerström
- 2007–2011 – Lars-Hjalmar Wide[9]
- 2012-2022 – Mats Nilsson[10]
- sedan 2023 - Göran Lithell[11]